# Цельнолистник душистый
Цельноли́стник души́стый, или Простоли́стник души́стый, или Простоли́стник ресни́тчатый, или Цельноли́стник ресни́тчатый (лат. Haplophyllum suaveolens) — многолетнее травянистое растение; вид рода Цельнолистник (Haplophyllum) семейства Рутовые (Rutaceae).

## Ботаническое описание
Многолетнее травянистое растение от 20 до 40 см высотой. Цветёт с июня по сентябрь, плоды созревают в июле — октябре. Размножается семенами.
Стебли прямые, простые, пушистые, листья и соцветия пушистые.
Листья сидячие, цельные, продолговато-ланцетные, острые.
Щиток густой, покрыт травянистыми прицветниками. Цветоножки длиннее цветков. Доли чашечки ланцетные, острые, реснитчатые. Лепестки с ноготками, 6—8 (10) мм длины, продолговато-яйцевидные, острые, жёлтые, в сухом виде с тёмной (часто буроватой) полоской на спинке. Тычинок десять, свободных, с опушёнными нитями. Завязь пятигнёздная, с 4—12 семязачатками в каждом гнезде. Лопасти завязи опушённые, на верхушке с конусовидными придатками. Придатки конические, вдвое короче гнезда. Столбик с головчатым рыльцем.
Коробочка пятигнёздная, раскрывающаяся с внутренней стороны верхушек гнёзд.

## Распространение и местообитание
Распространён на юго-востоке Центральной Европы, в Молдавии, на Украине (в Одесской и Донецкой областях и Крыму), в Средиземноморье, Малой Азии.
В России встречается в Белгородской и Ростовской областях.

## Синонимика
Таксономия данного вида окончательно не установлена (World Checklist of Selected Plant Families помечает название как находящееся в процессе рассмотрения и утверждения (англ. «in review»)).
По данным сайта Плантариум, название вида — Haplophyllum suaveolens (DC.) G. Don, а в синонимику вида входит название Haplophyllum ciliatum Griseb..
По данным The Plant List на 2010 год, название вида — Ruta suaveolens DC., а в синонимику вида входят:
- Haplophyllum armenum Spach
- Haplophyllum buxbaumii Schur
- Haplophyllum ciliatum Griseb.
- Haplophyllum congestum Jaub. & Spach
- Haplophyllum linifolium Schur
- Haplophyllum suaveolens (DC.) G. Don

По данным сайта http://oopt.aari.ru, валидное название вида — Haplophyllum suaveolens (DC.) G. Don, а Ruta suaveolens DC. — невалидное название.

## Охранный статус

### В России
В России вид входит в Красные книги Белгородской и Ростовской областей.

### На Украине
Решением Луганского областного совета № 32/21 от 03.12.2009 г. входит в «Список регионально редких растений Луганской области».
Также входит в Красную книгу Донецкой области.